# Josef Kovařík (sdruženář)
Josef Kovařík (* 27. dubna 1966, Ostrava) je bývalý československý lyžař, sdruženář.

## Lyžařská kariéra
Na XVI. ZOH v Albertville 1992 skončil v severské kombinaci v závodě jednotlivců na 17. místě a v závodě družstev na 6. místě.